# Jumpin’ Gene Simmons
„Jumpin’“ Gene Simmons (* 10. Juli 1933 in Tupelo, Mississippi als Morris Eugene Simmons; † 29. August 2006 ebenda) war ein US-amerikanischer Country-, Rockabilly- und Rock-’n’-Roll-Musiker. Sein größter Hit war Haunted House. Seinen Beinamen „Jumpin’ Gene“ bekam er aufgrund seiner wilden Bühnenpräsenz.

## Leben

### Kindheit und Jugend
Simmons wuchs in Tupelo auf, der Heimatstadt Elvis Presleys. In den frühen 1950er-Jahren begann er auf einer alten Gitarre, die seine Schwestern mitgebracht hatten, zu spielen und trat bald im Radio und auf Tänzen mit seinen Brüdern auf. 1954 traf Simmons zum ersten Mal Elvis Presley in Tupelo und Simmons erinnerte sich an diese Begegnung wie folgt:

“I was visiting a cousin of Elvis Presley. I didn’t know who this Elvis fellow was at the time, but everybody said he played the guitar, so I handed him one. He just smiled. He was real shy. He said, ‘I only play by myself.’ Personally, I thought the guy looked weird. Greased back hair, tight pants, all that. Yeah, this guy was ‘weird’ all right; hipper than we country boys. Well, one day a short time later I had the opportunity to hear his first record on the radio. I said to my brother, ‘Hey, is that the guy I met? I’d sure like to hear more about this record deal.’”

### Karriere
Bereits ein paar Wochen später wurde für Presley ein Konzert in Tupelo organisiert und Presleys Manager Bob Neal engagierte Simmons und seine Brüder für das Vorprogramm. Nach der Show bat er Presley, für Simmons ein Treffen mit Sam Phillips, Besitzer von Sun Records, zu arrangieren. Presley tat Simmons den Gefallen und Phillips war von Simmons beeindruckt, sodass er bereits ab 1956 Sessions für ihn aufsetzte. Zu Simmons frühen Aufnahmen gehörten beispielsweise Drinkin‘ Scotch und eine Version des Rhythm-and-Blues-Klassikers Shake, Rattle and Roll.
Nachdem Simmons im Jahr 1957 weiterhin regelmäßig im Sun Studio war, jedoch keine Platte veröffentlicht wurde, erschien 1958 mit I Done Told You und einer Neueinspielung von Drinkin‘ Scotch, nun Drinkin‘ Wine genannt, Simmons‘ erste Platte. Sun hatte jedoch genug andere Künstler und Projekte zu betreuen, sodass für seine Single die nötige Werbung fehlte und die Platte ein Misserfolg wurde. Es sollte Simmons‘ einzige Veröffentlichung bei Sun Records bleiben.
Nach seiner Zeit bei Sun ging Simmons auf Tournee durch die USA und nahm einige unbedeutende Singles auf. In Kanada traf er seine spätere Frau und als er mit ihr zurück nach Memphis, Tennessee, kam, besorgte ihm der Produzent und ehemalige Rockabilly-Musiker Ray Harris einen Vertrag bei Hi Records, einem neuen Label in Memphis. Anfang der 1960er-Jahre begann Simmons, als Sänger für Bill Blacks Combo zu arbeiten und hatte mit Your True Love / Teddy Bear seine erste Single bei Hi. A- und B-Seite waren Cover der Hits von Carl Perkins bzw. Elvis Presley. In den nächsten Jahren nahm Simmons zahlreiche Songs für Hi auf, jedoch konnte keine einzige Single die nationalen Charts erreichen. Um 1964 trat er des Öfteren mit Sam the Sham & the Pharaohs in Clubs auf und hörte deren Song Haunted House. Die Produzenten von Hi wollen, dass Sam the Sham diesen Titel für ihr Label aufnahm, was dieser jedoch ablehnte. Daher ließen sie Simmons den Song aufnehmen, der damit seinen ersten Hit hatte. Haunted House schaffte es 1964 auf Platz elf der Billboard Hot 100.
Einen Anschlusserfolg konnte Simmons jedoch nicht liefern und schnell verschwand er wieder aus der nationalen Musikszene. In den nächsten Jahren trat er auf regionaler Basis auf, schrieb Songs und veröffentlichte Platten bei kleinen Labels. Er spielte Country und Rockabilly und lebte ab 1987 in Nashville, wo er für einen Publisher arbeitete. Seinen letzten kommerziellen Erfolg hatte Simmons 1987, als Tim McGraw seinen Song Indian Outlaw aufnahm und daraus einen Hit machte. 2006 coverte Brian Setzer Peroxide Blond and a Hopped Up Model Ford.
Gene Simmons starb 2006 nach langer Krankheit in Tupelo.

## Diskografie

### Alben
- 1964: Jumpin’ Gene Simmons (Hi)
- 1988: Goin‘ Back to Memphis (Hi)
- 1988: I Done Told You (Sun)
- 2006: Drinkin’ Wine: The Sun Years, Plus (Bear Family)

### Singles
| 1958                    | Drinkin’ Wine / I Done Told You | Sun 299     |
| 1959                    | Sharlene / I’m Alone | Judd J1008  |
| 1959                    | Out of This World / You Love Me Too | Argo 5345   |
| 1960                    | Shenandoah Waltz / The Waiting Game | Sandy 1027  |
| 1960                    | Bad Boy Willie / Goin’ Back to Memphis | Checker 948 |
| 1961                    | Your True Love / Teddy Bear | Hi 45-2034  |
| 1961                    | The Shape You Left Me In / No Other Guy | Hi 45-2039  |
|                         | Hop Scotch / Little Rag Doll | Tupelo 2981 |
| 1962                    | Be Her #1 / ’Twist’ Caldonia | Hi 45-2050  |
| 1964                    | Haunted House / Hey, Hey, Little Girl | Hi 45-2076  |
| 1964                    | The Dodo / The Jump | Hi 45-2080  |
| 1966                    | The Batman / Bossy Boss | Hi 45-2102  |
| 1966                    | Go on Shoes / Keep That Meat in the Pan | Hi 45-2113  |
| Unveröffentlichte Titel | |             |
| 1956                    | - Blues at Midnight (Version 1) - Blues at Midnight (Version 2) - Chains of Love - Down on the Border - Drinkin’ Scotch - Pop and Mama (Version 1) - Pop and Mama (Version 2) - Shake, Rattle and Roll                  | Sun         |
| 1957                    | - Crazy Woman (Version 1) - Crazy Woman (Version 2) - I Don’t Love You Baby - If I’m Not Wanted - Juicy Fruit (Version 1) - Juicy Fruit (Version 2) - Money, Money, Money (Version 1) - Money, Money, Money (Version 2) | Sun         |
| 1958                    | - I Done Told You (alt. Version) - Peroxide Blond and a Hopped Up Model Ford | Sun         |
|                         | - Goin’ Back to Memphis (alt. Version) - The Shape You Left Me In (alt. Version) | Chess       |
|                         | - Invitation to the Blues - Listen to Me Lie - Wedding Bells | Hi          |